# Megaspora
Megaspora är ett släkte av lavar. Megaspora ingår i familjen Megasporaceae, ordningen Pertusariales, klassen Lecanoromycetes, divisionen sporsäcksvampar och riket svampar.
| Megaspora | \| \| Megaspora verrucosa \| \| \| \| |
|           | \| \| Megaspora verrucosa \| \| \| \| |
|           | Lobothallia                           |
|           |                                       |
|           | Aspicilia                             |
|           |                                       |
|           | Megaspora verrucosa                   |
|           |                                       |

|  | Megaspora verrucosa |
|  |                     |

## Bildgalleri

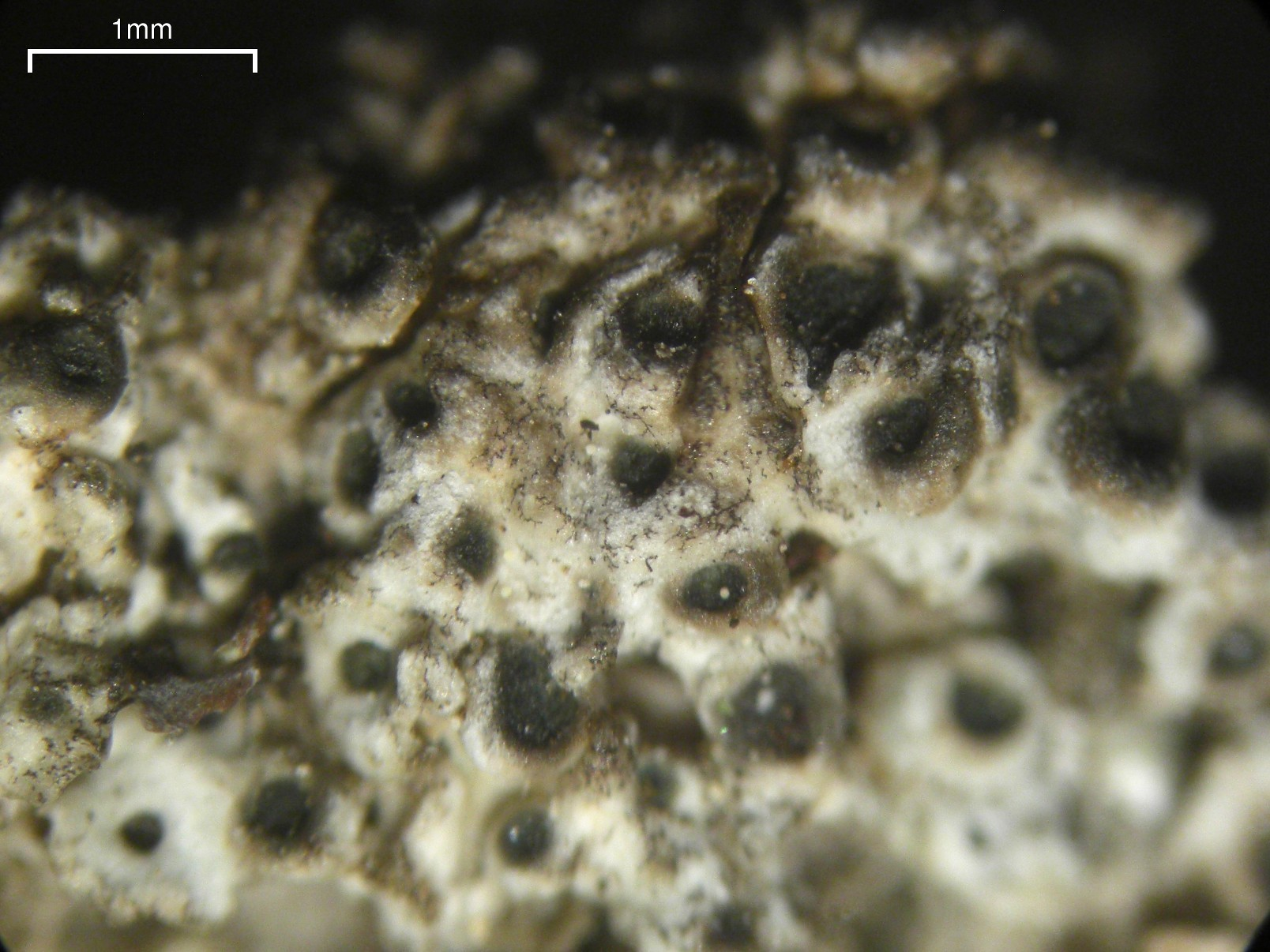